# Stanisław Czeski
Stanisław Czeski herbu Leliwa – podwojewodzi ksiąski w 1692 roku, sędzia żydowski.